# Санта-Лучія-ді-П'яве
Санта-Лучія-ді-П'яве (італ. Santa Lucia di Piave, вен. Santa Lucia de Piave) — муніципалітет в Італії, у регіоні Венето, провінція Тревізо.
Санта-Лучія-ді-П'яве розташована на відстані близько 440 км на північ від Рима, 50 км на північ від Венеції, 21 км на північ від Тревізо.
Населення — 9187 осіб (2014).
Щорічний фестиваль відбувається 13 грудня. Покровитель — Santa Lucia.

## Демографія
Населення за роками:

Станом на 1 січня 2023 року в муніципалітеті офіційно проживали 994 іноземці з 57 країн, серед них 159 громадян країн Євросоюзу та 43 громадяни України.

## Сусідні муніципалітети
- Чимадольмо
- Конельяно
- Марено-ді-П'яве
- Нервеза-делла-Батталья
- Спрезіано
- Сузегана